# The Sims 2: Apartment Life
The Sims 2: Apartment Life a fost al 8-lea și ultimul pachet de expansiune dedicat jocului The Sims 2, dezvoltat de Maxis în colaborare cu Electronic Arts. Apartment Life a fost lansat în august 2008. Pachetul oferă jucătorului opțiunea de a trăi într-un complex de apartmente. Simsii pot să interacționeze cu vecinii lor și se confruntă cu problemele din bloc.
După The Sims 2: FreeTime și A flyer included în later copies of The Sims 2: FreeTime expansion pack and The Sims 2: Kitchen & Bath Interior Design Stuff Pack, sursele au început să anunțe și apariția expasionului "Apartment Life",acesta aducând cu el multe lucruri diferite cum ar fi:
- relația personajului tău cu vecinii tăi de apartament
- un nou sistem de reputație
- și noi activități în lot-urile publice.

## Cerințele acestuia
OS: Windows 98/98 SE/Me/2000/XP/Vista
CPU: 1.3 GHz (2.0 GHz for Vista)
RAM: 512 MB (1 GB for Vista)
Disc drive: 8x CD-ROM/DVD drive
HDD: 1.5 GB free space
Video: 32 MB DirectX 9.0 and T&L compatible
Sound: DirectX 9.0 compatible
The Sims 2, The Sims 2 Special DVD Edition, The Sims 2 Holiday Edition,The Sims 2 Deluxe sau The Sims 2 Double Deluxe.

## Conținutul jocului
Acest pack adaugă și un oraș nou, numit Belladonna Cove. Acesta are în incinta să foarte multe apartamente inclusiv bine cunoscutele apartamente din San Francisco: Painted Ladies (Doamnele Pictate).Alte locuințe care se includ în acest oraș sunt:
- parcurile de rulote
- librăriile
- cafenelele
- alimentarele.

Că orice alt oraș în Sims 2 acesta are obiectul lui special, acela fiind statuia vestitului personaj din joc Bella Goth,care după poveștile personajelor din joc a dispărut în Sims 2 (acesta fiind doar un personaj în Sims 1,în Sims 2 fiind doar fictiv).

## Noi interacțiuni
Acest pack aduce cu el foarte multe interacțiuni sociale cum ar fi 
- "High Five" (a bate palmă)
- "Earthy Hug"
- "Fake Out"
- "Kiss Kiss Darling"
- "Tough Handshake".

Copii desigur au și ei interacțiuni noi care le pot folosi cu părinții lor (că de exemplu "Huddle" pentru cei foarte mici). Caracterele de toate vârstele pot participa în "Classic Dance"(dans clasic) sau "Jump Rope" (a sări coarda).

## Vrăjitoare
Acest pack va da oportunitatea caracterelor voastre de a deveni vrăjitoare fiecare fiind cu,costumul lor unic. Aceștia pot alege în 
- vrăjitoare bună (costum alb)
- vrăjitoare neutră (costum maro)
- vrăjitoare rea (costum negru)
- vrăjitoare extrem de rea (piele verde această fiind foarte rea).

Fiecare dintre vrăjitoare au un lot separat și unic unul fiind pentru cele bune și unul fiind pentru cele rele.
Vrăjitoarele pot folosi diverse obiecte cum ar fi maturi sau vase (pentru a face poțiuni). Acestea pot face bineînțeles și magii care necesită ingridientele lor specifice.Ele se pot găsi prin 3 moduri diferite: → văcuțe în vas,
→ cumpărate de la un NPC
→ cumpărate din lot-ul secret al vrăjitoarei respective.

## NPC-uri noi
Apartment Life v-a include desigur și niște NPC-uri noi cum ar fi: 
- majordomni
- șeful apartamentului/blocului.

Un alt NPC este și Merlin.

## Talentele vieții
Caracterele voastre pot învață anumite talente din biblioteca lor ce îi pot ajută pe parcursul vieții lor îndelungate.Acestea pot fi: Fire Prevention (prevenirea incendiului), Anger Management (controlul urei), Lifelong Happiness (fericire îndelungată), Physiology (psihologie) și Couple Counseling (consultarea cuplului).

## Vehicole noi
Sims 2 Apartment Life aduce cu acesta și niște vehicole noi care pot fi cumpărate.Acestea sunt elicopterul și matură (pentru vrăjitoare) cu care vor putea călători prin oraș fără a mai avea nevoie de vechiul taxi.

## Apartamentele
După cum și numele acestui pack sugerează, caracterele voastre pot trăi acum în blocuri și apartamente în care încap doar 4 familii create de ține (familiile create de joc care încap în bloc/apartament sunt foarte multe). Dumneavoastră veți putea alege cu ce familie să jucați (în caz că sunt 1 sau 4 familii create de dumneavoastră acolo) dar nu veți putea controla decât acea familie.